# Landkreis Ostprignitz-Ruppin
Landkreis Ostprignitz-Ruppin är ett län (Landkreis) i det tyska förbundslandet Brandenburg. Ostprignitz-Ruppin ligger norr om länet Havelland, öster om länet Prignitz och förbundslandet Sachsen-Anhalt, söder om förbundslandet Mecklenburg-Vorpommern samt väster om länet Oberhavel. Huvudorten är Neuruppin.
Länet är namngivet efter de historiska landskapen Prignitz och Ruppin.

## Administrativ indelning
I förvaltningsrättslig mening finns i modern tid ingen skillnad mellan begreppet Stadt (stad) gentemot Gemeinde (kommun). Följande kommuner och städer ligger i Landkreis Ostprignitz-Ruppin.

### Städer och kommuner
Sedan kommunreformen 2003 består Landkreis Ostprignitz-Ruppin av 23 kommuner (Gemeinden), varav 6 är städer. Inom området finns dessutom tre kommunalförbund (Ämter) som består av flera mindre städer och kommuner som samförvaltas.

#### Amtsfria städer
1. Kyritz
2. Neuruppin
3. Rheinsberg
4. Wittstock/Dosse

#### Amtsfria kommuner
1. Fehrbellin
2. Heiligengrabe
3. Wusterhausen/Dosse

#### Ämter och tillhörande kommuner

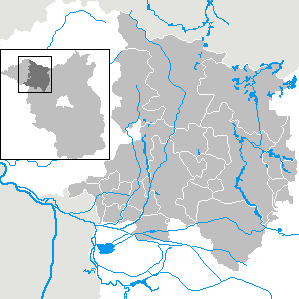
Kommunindelning i Landkreis Ostprignitz-Ruppin

1. Lindow (Mark)
  1. Herzberg (Mark)
  2. Lindow (Mark), stad
  3. Rüthnick
  4. Vielitzsee
2. Neustadt (Dosse)
  1. Breddin
  2. Dreetz
  3. Neustadt (Dosse), stad
  4. Sieversdorf-Hohenofen
  5. Stüdenitz-Schönermark
  6. Zernitz-Lohm
3. Temnitz (Huvudort: Walsleben)
  1. Dabergotz
  2. Märkisch Linden
  3. Storbeck-Frankendorf
  4. Temnitzquell
  5. Temnitztal
  6. Walsleben